# Lista załogowych lotów kosmicznych według programów
Chronologiczny wykaz załogowych lotów kosmicznych oraz składy załóg i daty misji znajdują się na liście załogowych lotów kosmicznych.

## Program Wostok(ZSRR, 1961-1963)
- Wostok 1 – pierwszy załogowy lot kosmiczny
- Wostok 2
- Wostok 3
- Wostok 4
- Wostok 5
- Wostok 6 – pierwsza kobieta w kosmosie

## Program Mercury(USA, 1961-1963)
- Mercury-Redstone 3 – pierwszy amerykański lot kosmiczny (suborbitalny)
- Mercury-Redstone 4
- Mercury-Atlas 6 – pierwszy amerykański załogowy lot orbitalny
- Mercury-Atlas 7
- Mercury-Atlas 8
- Mercury-Atlas 9

## Program X-15– loty na wysokość powyżej 100 km (USA, 1963)
- X-15 Lot 90
- X-15 Lot 91

## Program Woschod(ZSRR, 1964-1965)
- Woschod 1 – pierwszy wielomiejscowy statek załogowy
- Woschod 2 – pierwsze wyjście człowieka poza pojazd kosmiczny (EVA)

## Program Gemini(USA, 1965-1966)
- Gemini 3
- Gemini 4 – pierwszy Amerykanin w otwartym kosmosie (EVA)
- Gemini 5
- Gemini 6A – pierwsze zbliżenie na orbicie z pojazdem Gemini 7
- Gemini 7 – pierwsze zbliżenie na orbicie z pojazdem Gemini 6A
- Gemini 8 – pierwsze połączenie na orbicie statku załogowego z górnym stopniem rakiety Agena (ADTV – Agena Docking Target Vehicle)
- Gemini 9A
- Gemini 10
- Gemini 11
- Gemini 12

## Program Sojuz(ZSRR/Rosja, 1967-obecnie)
- Sojuz 1 – nieudane lądowanie, śmierć kosmonauty Władimira Komarowa
- Sojuz 2 – lot bezzałogowy (ujęty w celu zachowania kompletności listy)
- Sojuz 3 – zbliżenie do Sojuza 2, ale bez udanego połączenia obu statków
- Sojuz 4 – połączenie z Sojuzem 5
- Sojuz 5 – dwóch kosmonautów wyszło na zewnątrz pojazdu i przeszło na pokład Sojuza 4, powracając później w nim na Ziemię
- Sojuz 6 – lot grupowy trzech statków typu Sojuz, nieudane połączenie Sojuzów 7 i 8
- Sojuz 7 – lot grupowy trzech statków typu Sojuz, nieudane połączenie Sojuzów 7 i 8
- Sojuz 8 – lot grupowy trzech statków typu Sojuz, nieudane połączenie Sojuzów 7 i 8
- Sojuz 9 – rekordowy 17-dniowy pobyt kosmonautów na orbicie
- Sojuz 10 – pierwsze w historii połączenie statku załogowego ze stacją orbitalną Salut 1, brak hermetyczności nie pozwolił na przejście kosmonautów na stację
- Sojuz 11 – pierwsze zakończone sukcesem połączenie ze stacją Salut 1; 24-dniowa misja trzech kosmonautów, którzy ponieśli śmierć podczas lądowania
- Sojuz 12 – dwudniowy lot testowy nowej, dwuosobowej wersji Sojuza
- Sojuz 13 – kolejny lot testowy; wykonywanie zdjęć w ultrafiolecie
- Sojuz 14 – pierwsza misja na stację Salut 3 (o charakterze wojskowym)
- Sojuz 15 – ostatni lot na stację Salut 3; nieudane połączenie ze stacją orbitalną
- Sojuz 16 – lot testowy przed misją ASTP
- Sojuz 17 – pierwszy załogowy lot na stację Salut 4; miesięczny pobyt załogi na stacji
- Sojuz 18-1 – awaria rakiety nośnej podczas startu; system ratunkowy bezpiecznie sprowadził załogę na Ziemię
- Sojuz 18 – ostatni lot załogowy na stację Salut 4; dwumiesięczna misja kosmonautów
- Sojuz-Apollo – wspólna misja z NASA; połączenie na orbicie ze statkiem Apollo
- Sojuz 20 – lot bezzałogowy (ujęty w celu zachowania kompletności listy)
- Sojuz 21 – pierwszy załogowy lot na stację Salut 5; zakończona przedwcześnie 49-dniowa misja
- Sojuz 22 – tygodniowy pobyt na orbicie, badania powierzchni Ziemi
- Sojuz 23 – nieudane połączenie ze stacją Salut 5, lądowanie na jeziorze Tengiz o mało co nie zakończyło się śmiercią kosmonautów
- Sojuz 24 – ostatni lot na stację Salut 5
- Sojuz 25 – lot do stacji Salut 6; nieudane połączenie ze stacją
- Sojuz 26 – pierwszy lot do stacji Salut 6, który został zakończony sukcesem
- Sojuz 27
- Sojuz 28 – pierwszy lot w ramach programu Interkosmos
- Sojuz 29 – lot drugiej stałej załogi na stację Salut 6; powrót załogi na pokładzie Sojuza 31
- Sojuz 30 – Interkosmos, Mirosław Hermaszewski jako pierwszy Polak został wystrzelony w kosmos
- Sojuz 31 – załoga powróciła ze stacji Salut 6 na pokładzie Sojuza 29, Interkosmos
- Sojuz 32
- Sojuz 33 – Interkosmos
- Sojuz 34 – start statku bez załogi i powrót z kosmonautami Lachowem i Riuminem
- Sojuz T – lot bezzałogowy (ujęty w celu zachowania kompletności listy)
- Sojuz 35
- Sojuz 36 – Interkosmos
- Sojuz T-2
- Sojuz 37 – Interkosmos
- Sojuz 38 – Interkosmos
- Sojuz T-3
- Sojuz T-4
- Sojuz 39 – Interkosmos
- Sojuz 40 – ostatni lot na stację Salut 6 – Interkosmos
- Sojuz T-5 – pierwszy lot na stację Salut 7
- Sojuz T-6 – Interkosmos
- Sojuz T-7
- Sojuz T-8
- Sojuz T-9
- Sojuz T-10
- Sojuz T-11 – Interkosmos
- Sojuz T-12
- Sojuz T-13
- Sojuz T-14
- Sojuz T-15 – pierwszy lot w kierunku stacji Mir i ostatni na stację Salut 7
- Sojuz TM – lot bezzałogowy (ujęty w celu zachowania kompletności listy)
- Sojuz TM-2
- Sojuz TM-3 – Interkosmos
- Sojuz TM-4
- Sojuz TM-5 – Interkosmos
- Sojuz TM-6 – ostatni lot programu Interkosmos
- Sojuz TM-7
- Sojuz TM-8
- Sojuz TM-9
- Sojuz TM-10
- Sojuz TM-11
- Sojuz TM-12
- Sojuz TM-13
- Sojuz TM-14
- Sojuz TM-15
- Sojuz TM-16
- Sojuz TM-17
- Sojuz TM-18
- Sojuz TM-19
- Sojuz TM-20
- Sojuz TM-21
- Sojuz TM-22
- Sojuz TM-23
- Sojuz TM-24
- Sojuz TM-25
- Sojuz TM-26
- Sojuz TM-27
- Sojuz TM-28
- Sojuz TM-29
- Sojuz TM-30 – ostatni lot w kierunku stacji Mir
- Sojuz TM-31 – pierwszy lot Sojuza w kierunku Międzynarodowej Stacji Kosmicznej i dostarczenie na jej pokład pierwszej stałej załogi
- Sojuz TM-32
- Sojuz TM-33
- Sojuz TM-34
- Sojuz TMA-1
- Sojuz TMA-2
- Sojuz TMA-3
- Sojuz TMA-4
- Sojuz TMA-5
- Sojuz TMA-6
- Sojuz TMA-7
- Sojuz TMA-8
- Sojuz TMA-9
- Sojuz TMA-10
- Sojuz TMA-11
- Sojuz TMA-12
- Sojuz TMA-13
- Sojuz TMA-14
- Sojuz TMA-15
- Sojuz TMA-16
- Sojuz TMA-17
- Sojuz TMA-18
- Sojuz TMA-19
- Sojuz TMA-01M – pierwszy lot Sojuza TMA-M
- Sojuz TMA-20
- Sojuz TMA-21
- Sojuz TMA-02M
- Sojuz TMA-22 – ostatni lot pojazdu Sojuz TMA
- Sojuz TMA-03M
- Sojuz TMA-04M
- Sojuz TMA-05M
- Sojuz TMA-06M
- Sojuz TMA-07M
- Sojuz TMA-08M
- Sojuz TMA-09M
- Sojuz TMA-10M
- Sojuz TMA-11M
- Sojuz TMA-12M
- Sojuz TMA-13M
- Sojuz TMA-14M
- Sojuz TMA-15M
- Sojuz TMA-16M
- Sojuz TMA-17M
- Sojuz TMA-18M
- Sojuz TMA-19M
- Sojuz TMA-20M – ostatni lot pojazdu Sojuz TMA-M
- Sojuz MS-01 -  pierwszy lot Sojuza MS
- Sojuz MS-02
- Sojuz MS-03
- Sojuz MS-04
- Sojuz MS-04
- Sojuz MS-06
- Sojuz MS-07
- Sojuz MS-08
- Sojuz MS-09
- Sojuz MS-10
- Sojuz MS-11
- Sojuz MS-12
- Sojuz MS-13
- Sojuz MS-14
- Sojuz MS-15
- Sojuz MS-16 (*)

(*) – misja w toku

## Program Apollo(USA, 1968-1972, 1975)
- Apollo 7
- Apollo 8 – pierwszy lot człowieka wokół Księżyca
- Apollo 9
- Apollo 10
- Apollo 11 – pierwsze lądowanie człowieka na Księżycu
- Apollo 12
- Apollo 13 – eksplozja w module serwisowym podczas lotu w kierunku Księżyca. Awaryjny powrót astronautów na Ziemię.
- Apollo 14
- Apollo 15
- Apollo 16
- Apollo 17
- Skylab 2
- Skylab 3
- Skylab 4
- Apollo-Sojuz (ASTP) – pierwsza wspólna amerykańsko-radziecka misja załogowa

## Space Transportation System(USA, 1981-2011)
- STS-1 – Columbia – pierwszy lot wahadłowca Columbia
- STS-2 – Columbia
- STS-3 – Columbia
- STS-4 – Columbia
- STS-5 – Columbia
- STS-6 – Challenger – pierwszy lot wahadłowca Challenger
- STS-7 – Challenger
- STS-8 – Challenger
- STS-9 – Columbia
- STS-41-B – Challenger
- STS-41-C – Challenger
- STS-41-D – Discovery – pierwszy lot wahadłowca Discovery
- STS-41-G – Challenger
- STS-51-A – Discovery
- STS-51-C – Discovery
- STS-51-D – Discovery
- STS-51-B – Challenger
- STS-51-G – Discovery
- STS-51-F – Challenger
- STS-51-I – Discovery
- STS-51-J – Atlantis – pierwszy lot wahadłowca Atlantis
- STS-61-A – Challenger
- STS-61-B – Atlantis
- STS-61-C – Columbia
- STS-51-L – Challenger – eksplozja promu podczas startu; śmierć 7-osobowej załogi
- STS-26 – Discovery – pierwszy lot wahadłowca po katastrofie Challengera
- STS-27 – Atlantis
- STS-29 – Discovery
- STS-30 – Atlantis
- STS-28 – Columbia
- STS-34 – Atlantis
- STS-33 – Discovery
- STS-32 – Columbia
- STS-36 – Atlantis
- STS-31 – Discovery
- STS-41 – Discovery
- STS-38 – Atlantis
- STS-35 – Columbia
- STS-37 – Atlantis
- STS-39 – Discovery
- STS-40 – Columbia
- STS-43 – Atlantis
- STS-48 – Discovery
- STS-44 – Atlantis
- STS-42 – Discovery
- STS-45 – Atlantis
- STS-49 – Endeavour – pierwszy lot wahadłowca Endeavour
- STS-50 – Columbia
- STS-46 – Atlantis
- STS-47 – Endeavour
- STS-52 – Columbia
- STS-53 – Discovery
- STS-54 – Endeavour
- STS-56 – Discovery
- STS-55 – Columbia
- STS-57 – Endeavour
- STS-51 – Discovery
- STS-58 – Columbia
- STS-61 – Endeavour
- STS-60 – Discovery – pierwszy lot rosyjskiego kosmonauty na pokładzie amerykańskiego wahadłowca
- STS-62 – Columbia
- STS-59 – Endeavour
- STS-65 – Columbia
- STS-64 – Discovery
- STS-68 – Endeavour
- STS-66 – Atlantis
- STS-63 – Discovery – zbliżenie do stacji Mir na 11 metrów
- STS-67 – Endeavour
- STS-71 – Atlantis – połączenie ze stacją Mir
- STS-70 – Discovery
- STS-69 – Endeavour
- STS-73 – Columbia
- STS-74 – Atlantis – połączenie ze stacją Mir
- STS-72 – Endeavour
- STS-75 – Columbia
- STS-76 – Atlantis – połączenie ze stacją Mir
- STS-77 – Endeavour
- STS-78 – Columbia
- STS-79 – Atlantis – połączenie ze stacją Mir
- STS-80 – Columbia
- STS-81 – Atlantis – połączenie ze stacją Mir
- STS-82 – Discovery
- STS-83 – Columbia
- STS-84 – Atlantis – połączenie ze stacją Mir
- STS-94 – Columbia
- STS-85 – Discovery
- STS-86 – Atlantis – połączenie ze stacją Mir
- STS-87 – Columbia
- STS-89 – Endeavour – połączenie ze stacją Mir
- STS-90 – Columbia
- STS-91 – Discovery – połączenie ze stacją Mir
- STS-95 – Discovery
- STS-88 – Endeavour
- STS-96 – Discovery
- STS-93 – Columbia
- STS-103 – Discovery
- STS-99 – Endeavour
- STS-101 – Atlantis
- STS-106 – Atlantis
- STS-92 – Discovery – jubileuszowy, setny start wahadłowca
- STS-97 – Endeavour
- STS-98 – Atlantis
- STS-102 – Discovery
- STS-100 – Endeavour
- STS-104 – Atlantis
- STS-105 – Discovery
- STS-108 – Endeavour
- STS-109 – Columbia
- STS-110 – Atlantis
- STS-111 – Endeavour
- STS-112 – Atlantis
- STS-113 – Endeavour
- STS-107 – Columbia – katastrofa w czasie powrotu z orbity; śmierć całej 7-osobowej załogi
- STS-114 – Discovery – pierwszy lot promu po katastrofie Columbii
- STS-121 – Discovery
- STS-115 – Atlantis
- STS-116 – Discovery
- STS-117 – Atlantis
- STS-118 – Endeavour
- STS-120 – Discovery
- STS-122 – Atlantis
- STS-123 – Endeavour
- STS-124 – Discovery
- STS-126 – Endeavour
- STS-119 – Discovery
- STS-125 – Atlantis
- STS-127 – Endeavour
- STS-128 – Discovery
- STS-129 – Atlantis
- STS-130 – Endeavour
- STS-131 – Discovery
- STS-132 – Atlantis
- STS-133 – Discovery – ostatni lot promu Discovery
- STS-134 – Endeavour – ostatni lot promu Endeavour
- STS-135 – Atlantis – ostatni lot promu Atlantis

## Program Shenzhou(Chiny, 2003-obecnie)
- Shenzhou 5 – pierwszy chiński lot załogowy
- Shenzhou 6 – pierwszy chiński kilkudniowy lot załogowy z udziałem dwójki astronautów (taikonautów)
- Shenzhou 7 – lot załogowy z udziałem trójki astronautów, pierwsza chińska EVA
- Shenzhou 9 – cumowanie i przejście do modułu Tiangong 1
- Shenzhou 10 – cumowanie i przejście do modułu Tiangong 1
- Shenzhou 11 – cumowanie i przejście do modułu Tiangong 2

## ProgramTier One(USA, finansowany ze środków prywatnych, 2004)
- SpaceShipOne flight 15P – pierwszy prywatny lot załogowy na wysokość przekraczającą 100 km
- SpaceShipOne flight 16P – pierwszy lot w ramach konkursu Ansari X PRIZE (103 km)
- SpaceShipOne flight 17P – drugi lot w ramach konkursu  Ansari X PRIZE (112 km); zdobycie nagrody

## Załogowe stacje kosmiczne
(daty odnoszą się do okresów, w których stacje były zamieszkane)

### Salut(ZSRR, 1971-1986)
- Salut 1 – 1971, 1 załoga i 1 nieudane połączenie
- Salut 2/Ałmaz – 1973, awaria obiektu krótko po starcie
- Salut 3/Ałmaz – 1974, 1 załoga i 1 nieudane połączenie
- Salut 4 – 1975-1976, 2 załogi
- Salut 5/Ałmaz – 1976-1977, 2 załogi i 1 nieudane połączenie
- Salut 6 – 1977-1981, 16 załóg (5 misji długotrwałych, 11 misji krótkotrwałych i 1 nieudane połączenie)
- Salut 7 – 1982-1986, 10 załóg (6 misji długotrwałych, 4 misje krótkotrwałe i 1 nieudane połączenie)

### Skylab(USA, 1973-1974)
Trzy załogi:
- Skylab 2
- Skylab 3
- Skylab 4

### Mir(ZSRR/Rosja, 1986-2000)
Całkowita ilość lotów załogowych – 39, 28 misji długotrwałych

### Międzynarodowa Stacja Kosmiczna(ISS –International Space Station)(USA,Rosja,Japonia,Europa,Kanada,Brazylia,  2000-obecnie)
- Ekspedycja 1
- Ekspedycja 2
- Ekspedycja 3
- Ekspedycja 4
- Ekspedycja 5
- Ekspedycja 6
- Ekspedycja 7
- Ekspedycja 8
- Ekspedycja 9
- Ekspedycja 10
- Ekspedycja 11
- Ekspedycja 12
- Ekspedycja 13
- Ekspedycja 14
- Ekspedycja 15
- Ekspedycja 16
- Ekspedycja 17
- Ekspedycja 18
- Ekspedycja 19
- Ekspedycja 20
- Ekspedycja 21
- Ekspedycja 22
- Ekspedycja 23
- Ekspedycja 24
- Ekspedycja 25
- Ekspedycja 26
- Ekspedycja 27
- Ekspedycja 28
- Ekspedycja 29
- Ekspedycja 30
- Ekspedycja 31
- Ekspedycja 32
- Ekspedycja 33
- Ekspedycja 34
- Ekspedycja 35
- Ekspedycja 36
- Ekspedycja 37
- Ekspedycja 38
- Ekspedycja 39
- Ekspedycja 40
- Ekspedycja 41
- Ekspedycja 42
- Ekspedycja 43
- Ekspedycja 44
- Ekspedycja 45
- Ekspedycja 46
- Ekspedycja 47
- Ekspedycja 48
- Ekspedycja 49
- Ekspedycja 50
- Ekspedycja 51
- Ekspedycja 52

### Tiangong(Chiny, 2011-obecnie)
- Tiangong 1 – 2011, 2 załogi (Shenzhou 9 i Shenzhou 10)
- Tiangong 2 – 2016, 1 załoga (Shenzhou 11)